# Ko Yong-hui
Ko Young-hui (Osaka, 26 giugno 1952 – Villejuif, 24 maggio 2004) è stata una ballerina nordcoreana di origine giapponese,  terza moglie di Kim Jong-il, defunto dittatore della Corea del Nord.

## Biografia
Ko Yong-hui (in coreano 고용희) nacque a Osaka, in Giappone, da genitori di origine coreana. Il suo nome in Giappone era Takada Hime. Pare che suo padre, Ko Gyon-tek, lavorasse in una ditta tessile di Osaka gestita dal ministero della guerra.  Yong-hui ritornò con i genitori in Corea nel maggio del 1961 (o nel 1962 secondo altre fonti) nell'ambito di un programma di rimpatrio. Nei primi anni Settanta lavorò come ballerina per la Mansudae Yesuldan, un corpo di ballo di Pyongyang. Ko Yong-hui  conobbe Kim Jong-il nel 1972.
Dal matrimonio ha avuto 3 figli: Kim Jong-Chul, Kim Jong-un e Kim Yo-jong. Sua sorella minore ottenne asilo politico dall'ambasciata statunitense di Berna, mentre si trovava in Svizzera per prendersi cura di Kim Jong-un durante un periodo di studio che il futuro dittatore trascorse in quel paese. Quest'ultimo dopo la morte del padre è diventato leader Supremo della Corea del Nord. Si presume che Ko Yong-hui sia sepolta in Francia a Parigi dal 2004. La morte fu presumibilmente causata da un tumore al seno.

## Onori
In Corea del Nord ci si riferisce a Ko Yong-hui solo mediante i titoli onorifici quali "La Madre rispettata che è il più leale e fedele collaboratore del Grande Leader e Supremo Comandante", "La Madre di Pyongyang" o "La Madre del Grande Songun della Corea".